# Panaret (arcybiskup Cypru)
Panaret (zm. 1840) – zwierzchnik Cypryjskiego Kościoła Prawosławnego w latach 1827–1840.

## Życiorys
Chirotonię biskupią przyjął z rąk trzech hierarchów Patriarchatu Antiochii, obejmując urząd metropolity Pafos po straconym przez Turków w czerwcu 1821 Chryzancie. Miało to miejsce w grudniu 1821.
W 1827 został wybrany na arcybiskupa Nowej Justyniany i całego Cypru po wygnaniu z wyspy arcybiskupa Damaskina, usuniętego przez Turków z powodu wspierania ruchu narodowego Greków cypryjskich. Bezpośrednio po intronizacji Panaret skontaktował się z prezydentem Grecji Ioannisem Kapodistriasem, prosząc o pomoc dla greckiej społeczności Cypru, nie uzyskał jednak spodziewanej odpowiedzi. W 1830 ponowił rozmowy z tym samym politykiem, prosząc go o włączenie Cypru w granice Grecji (enosis). Po raz kolejny uzyskał odpowiedź negatywną. W tym samym roku uzyskał od władz tureckich zwolnienie z części podatków nałożonych na mieszkańców Cypru.
Zmarł w 1840.